# Ferruccio Lamborghini (motociclista)
Ferruccio Lamborghini (Bologna, 9 gennaio 1991) è un pilota motociclistico e imprenditore italiano, campione italiano classe Moto2 nel 2012.

## Biografia
Ferruccio Lamborghini è il primo figlio di Tonino Lamborghini e nipote dell'omonimo fondatore della casa automobilistica. Ha quattro sorelle: la cantante Elettra Lamborghini, Ginevra, Flaminia e Lucrezia.
Attualmente Ferruccio è vice-presidente e Amministratore Delegato dell'azienda Tonino Lamborghini S.p.a.

## Carriera
Nel 2006 disputa una sola gara nel campionato italiano Classe 125 conquistando un punto. Esordisce nella classe 125 del motomondiale nel 2007, correndo il Gran Premio di San Marino in qualità di wildcard a bordo di un'Aprilia, corre anche gli ultimi tre gran premiː in sostituzione di Federico Sandi nel team Skilled Racing. Nella stessa stagione è nono nel campionato italiano 125  con una pole position e una vittoria all'attivo. Nel 2008 corre il Gran Premio casalingo in classe 125 con l'Aprilia RS 125 R del team Junior GP Racing Dream come wildcard, nella stessa stagione siclassifica terzo nel campionato italiano salendo due volte sul podio.
Nel 2009 è secondo in classifica nel campionato italiano stock 600 guidando una Yamaha YZF R6 del team Media Action by Pro Race e corre anche tre gare del campionato europeo Superstock 600 ottenendo 7 punti, due pole positions ed 1 giro più veloce. Sempre nel 2009 prende parte al campionato Europeo Supersport svoltosi in gara unica ad Albacete dove chiude ottavo dopo aver siglato la pole position.
Nel 2010 si classifica al terzo posto nel campionato italiano Supersport 600 sempre su di una Yamaha YZF R6 del team Media Action by Pro Race. Nello stesso anno corre in Moto2 il GP di San Marino con la Suter MMX del team Forward Racing in qualità di wildcard e dal GP del Giappone prende il posto di Santiago Hernández nel team Matteoni CP Racing alla guida della Moriwaki MD600, senza però ottenere punti. In questa stagione è costretto a saltare il GP d'Australia per infortunio.
Nel 2011 è impegnato principalmente nel campionato italiano, dove è settimo con 56 punti nella categoria Moto 2, anche se riesce a partecipare anche a quattro gare della Superstock 1000 FIM Cup con una Honda CBR1000RR del team Ten Kate Junior in qualità di sostituto di Luca Verdini conquistando sette punti ed il ventiquattresimo posto in classifica piloti.
Continua a correre nella Moto2 del C.I.V. anche nel 2012, riuscendo a laurearsi campione italiano con una moto preparata dal team Ten Kate e portata in pista dal team Quarantaquattro Racing vincendo, delle otto gare in calendario, quattro gare ed arrivando secondo nelle restanti, anche se in tutta la stagione i suoi rivali sono stati solo quattro piloti. Nella stessa stagione disputa una gara nel CIV Stock 600 ottenendo qualche punto. Nel 2014 è pilota titolare nel CIV Supersport terminando la stagione al decimo posto. Nella stessa stagione esordisce, come pilota sostitutivo, nel mondiale Supersport correndo il Gran Premio di Misano. Torna a gareggiare nel CIV nel 2019 quando, con il team Fullmoto Squadra Corse, termina ventottesimo.

## Risultati in gara

### Motomondiale
| 2007 | Classe | Moto    |  |  |  |  |  |  |  |  |  |  |    |  |    |  |  |    |    |    | Punti | Pos. |
| ---- | ------ | ------- |  |  |  |  |  |  |  |  |  |  | -- |  | -- |  |  | -- | -- | -- | ----- | ---- |
| 2007 | 125    | Aprilia |  |  |  |  |  |  |  |  |  |  | NE |  | 24 |  |  | 25 | 27 | 28 | 0     |      |

| 2008 | Classe | Moto    |  |  |  |  |  |    |  |  |  |  |    |  |  |  |  |  |  |  | Punti | Pos. |
| ---- | ------ | ------- |  |  |  |  |  | -- |  |  |  |  | -- |  |  |  |  |  |  |  | ----- | ---- |
| 2008 | 125    | Aprilia |  |  |  |  |  | 33 |  |  |  |  | NE |  |  |  |  |  |  |  | 0     |      |

| 2010 | Classe | Moto             |  |  |  |  |  |  |  |  |    |  |  |    |  |    |     |     |    |     | Punti | Pos. |
| ---- | ------ | ---------------- |  |  |  |  |  |  |  |  | -- |  |  | -- |  | -- | --- | --- | -- | --- | ----- | ---- |
| 2010 | Moto2  | Suter e Moriwaki |  |  |  |  |  |  |  |  | NE |  |  | 23 |  | 33 | Rit | Inf | 27 | Rit | 0     |      |

| Legenda | 1º posto        | 2º posto            | 3º posto            | A punti      | Senza punti        | Grassetto – Pole position Corsivo – Giro più veloce |
| Legenda | Gara non valida | Non qual./Non part. | Ritirato/Non class. | Squalificato | '-' Dato non disp. | Grassetto – Pole position Corsivo – Giro più veloce |

### Campionato mondiale Supersport
| 2014 | Moto  |  |  |  |  |  |  |    |  |  |  |  |  |  |  | Punti | Pos. |
| ---- | ----- |  |  |  |  |  |  | -- |  |  |  |  |  |  |  | ----- | ---- |
| 2014 | Honda |  |  |  |  |  |  | 22 |  |  |  |  |  |  |  | 0     |      |

| Legenda | 1º posto        | 2º posto            | 3º posto           | A punti      | Senza punti        | Grassetto – Pole position Corsivo – Giro più veloce |
| Legenda | Gara non valida | Non qual./Non part. | Ritirato/Non class | Squalificato | '-' Dato non disp. | Grassetto – Pole position Corsivo – Giro più veloce |